# Labinot-Fusha alközség
Labinot-Fusha alközség Albánia középső részén, a Shkumbin folyó jobb partján, Elbasantól légvonalban és közúton egyaránt 8 kilométerre északkeleti irányban. Elbasan megyén belül Elbasan község része, központja Labinot-Fusha. További települései Godolesh, Griqan i Poshtëm, Griqan i Sipërm, Mengël és Xibraka. A 2011-es népszámlálás alapján Labinot-Fusha alközség népessége 7058 fő.

## Fekvése
A Shkumbin jobb (északi) partján fekvő alközség földrajzi környezetét az Elbasan keleti határában, az 582 méteres Vasha-hegy (Mal i Vashës) és a 809 méteres Sinan-hegy (Mal i Sinanit) között összeszűkülő, Xibrakáig húzódó Shkumbin-völgyszoros, illetve a Krrabai-hegység délkeleti peremét alkotó Godoleshi-dombvidék határozza meg. A szűk völgytalp síksági részén, az SH3-as tirana–elbasan–pogradec–korçai főútra fűződnek fel – nyugat–keleti irányban – Mengël, Labinot-Fusha és Xibraka települései, míg a másodrendű utakon megközelíthető Godolesh, Griqan i Poshtëm és Griqan i Sipërm 400-600 méteres tengerszint feletti magasságban fekszenek. A terület legmagasabb pontjai az alközség északi peremén elérik a 750-800 métert. A Shkumbin mellett jelentős vízfolyások nyugaton a Zaranika-, keleten pedig a Xibraka-patak, mindkettő a Shkumbin mellékvize.

## Története és nevezetességei
A harmadik római–illír háborút, Illíria i. e. 168. évi római meghódítását követően itt húzódott a Genusus (Shkumbin) völgyében felépült Via Egnatia. Az út védelmét biztosítandó, a 4. században a rómaiak több castrumot is építettek a területen, a mai Mengël, illetve a Xibraka melletti Shkëmbi Mbreti (’Király-szikla’) várromjai ezek maradványai. Ugyancsak Xibraka mellett még láthatóak az egykor a Via Egnatiához tartozó kőhíd maradványai.
Labinot vidéke a 20. században nyert ismét történelmi jelentőséget, először amikor a saját Közép-albániai Köztársaságát kikiáltó Esat Toptani által felfegyverzett, 300 fős banda 1913 decemberében Godoleshba vetette be magát, és innen fenyegette támadásaival a környéket és a közeli Elbasan városát. 1914 januárjában végül a Qemali-kormány csendőrsége felszámolta a szabadcsapat nagy részét. Ennél jelentősebb szerep jutott Labinot vidékének a második világháborúban: 1942-től 1943 decemberéig az északabbra fekvő Labinot-Mal a Nemzeti Felszabadítási Mozgalom és az Albán Kommunista Párt vezetőségének főhadiszállása volt. Az 1943 márciusában itt sorra került, az ország jövőjét meghatározó első labinoti konferencián választották meg a párt főtitkári tisztébe Enver Hoxhát, aki 1985-ben bekövetkezett haláláig a párt és a kommunista Albánia megkérdőjelezhetetlen tekintélyű vezetője volt. Labinot-Fushában emlékmű hirdeti az 1943. márciusi labinot-mali pártkonferencia történelmi jelentőségét.